# Memoriál Josefa Odložila 2020
Das Memoriál Josefa Odložila 2020 (Memorial an Josef Odložil 2020) war eine Leichtathletik-Veranstaltung die am 8. Juni 2020 im Stadion Juliska in der tschechischen Hauptstadt Prag stattfand. Es handelt sich um eine jährliche Veranstaltung, die ab 1994 stattfindet und dem Andenken an Josef Odložil gewidmet ist. Sie war die erste Veranstaltung auf der World Athletics Continental Tour nach zahlreichen Absagen und Verschiebungen aufgrund der COVID-19-Pandemie und zählte zu den Bronze-Meetings, der dritthöchsten Kategorie dieser Leichtathletik-Serie.

## Resultate

### Männer

#### 100 m
| Platz | Athlet           | Land | Zeit (s) |
| ----- | ---------------- | ---- | -------- |
| 1     | Jan Veleba       | CZE  | 10,21 EL |
| 2     | Ján Volko        | SVK  | 10,25 SB |
| 3     | Dominik Záleský  | CZE  | 10,42 SB |
| 4     | Pavel Maslák     | CZE  | 10,49 SB |
| 5     | Štěpán Hampl     | CZE  | 10,60 SB |
| 6     | Vojtěch Kolarčík | CZE  | 10,74 SB |

Wind: +0,8 m/s

#### 200 m
| Platz | Athlet          | Land | Zeit (s) |
| ----- | --------------- | ---- | -------- |
| 1     | Pavel Maslák    | CZE  | 20,82 SB |
| 2     | Ján Volko       | SVK  | 20,86 SB |
| 3     | Jiří Polák      | CZE  | 20,88 PB |
| 4     | Jan Veleba      | CZE  | 20,96 SB |
| 5     | Jan Jirka       | CZE  | 21,28 SB |
| 6     | Daniel Vejražka | CZE  | 21,33 SB |

Wind: −0,4 m/s

#### 1500 m
| Platz | Athlet             | Land | Zeit (min) |
| ----- | ------------------ | ---- | ---------- |
| 1     | Andreas Vojta      | AUT  | 3:42,94 EL |
| 2     | Jakub Davidík      | CZE  | 3:47,13 SB |
| 3     | Lukáš Symerský     | CZE  | 3:50,66 SB |
| 4     | Marek Strnad       | CZE  | 3:53,79 PB |
| 5     | Marek Kalous       | CZE  | 3:57,00 PB |
| 6     | Šimon Ekl          | CZE  | 3:58,94 SB |
| 7     | Vojtěch Hájek      | CZE  | 4:01,80 SB |
| 8     | Maximilian Matolín | CZE  | 4:07,93 PB |

#### 110 m Hürden
| Platz | Athlet         | Land | Zeit (s) |
| ----- | -------------- | ---- | -------- |
| 1     | Petr Svoboda   | CZE  | 13,70 EL |
| 2     | David Ryba     | CZE  | 14,30 SB |
| 3     | Jiří Sýkora    | CZE  | 14,41 SB |
| 4     | Ondřej Kopecký | CZE  | 14,59 SB |
| 5     | Jan Kisiala    | CZE  | 15,09 SB |
| 6     | Martin Janský  | CZE  | 15,27 SB |

Wind: +0,6 m/s

#### Weitsprung
| Platz | Athlet           | Land | Weite (m) |
| ----- | ---------------- | ---- | --------- |
| 1     | Radek Juška      | CZE  | 8,03 EL   |
| 2     | Dan Kováč        | CZE  | 7,39      |
| 3     | Adam Pekárek     | CZE  | 7,35 PB   |
| 4     | Tomáš Kratochvíl | CZE  | 7,25 SB   |
| 5     | Ondřej Kopecký   | CZE  | 7,23 SB   |
| 6     | Jakub Rusek      | CZE  | 7,19 SB   |
| 7     | Reinis Kregers   | CZE  | 7,00 SB   |
| 8     | Jan Jirásek      | CZE  | 6,88 SB   |
| 9     | Jan Waldhauser   | CZE  | 6,57      |

#### Kugelstoßen
| Platz | Athlet         | Land | Weite (m) |
| ----- | -------------- | ---- | --------- |
| 1     | Martin Novák   | CZE  | 18,67 SB  |
| 2     | Tomáš Vilímek  | CZE  | 15,93     |
| 3     | Dominik Sládek | CZE  | 15,44     |
| 4     | Filip Litavský | CZE  | 14,78 SB  |
| 5     | Pavel Krejča   | CZE  | 14,73 SB  |

#### Speerwurf
| Platz | Athlet          | Land | Weite (m) |
| ----- | --------------- | ---- | --------- |
| 1     | Jakub Vadlejch  | CZE  | 83,78     |
| 2     | Petr Frydrych   | CZE  | 81,22 SB  |
| 3     | Jaroslav Jílek  | CZE  | 78,99 SB  |
| 4     | Patrik Michalec | SVK  | 71,52     |
| 5     | Jakub Kubinec   | SVK  | 70,06 SB  |
| 6     | Kryštof Kozač   | CZE  | 69,52     |

### Frauen

#### 100 m
| Platz | Athletin              | Land | Zeit (s) |
| ----- | --------------------- | ---- | -------- |
| 1     | Nikola Bendová        | CZE  | 11,74 SB |
| 2     | Adéla Novotná         | CZE  | 11,78 SB |
| 3     | Barbora Šplechtnová   | CZE  | 11,98 SB |
| 4     | Johana Kaiserová      | CZE  | 12,00 SB |
| 5     | Kristýna Kobiánová    | CZE  | 12,03 SB |
| 6     | Natálie Kožuškaničová | CZE  | 12,06 SB |
| 7     | Zdeňka Seidlová       | CZE  | 12,36 SB |
| 8     | Tereza Čihařová       | CZE  | 12,43 SB |

Wind: +0,8 m/s

#### 800 m
| Platz | Athletin            | Land | Zeit (min) |
| ----- | ------------------- | ---- | ---------- |
| 1     | Diana Mezuliáníková | CZE  | 2:04,68 SB |
| 2     | Iveta Putalová      | SVK  | 2:05,80 SB |
| 3     | Lada Vondrová       | CZE  | 2:06,34 PB |
| 4     | Vendula Hluchá      | CZE  | 2:06,46 SB |
| 5     | Kateřina Hálová     | CZE  | 2:07,81 SB |
| 6     | Pavla Štoudková     | CZE  | 2:08,24 SB |
| 7     | Anna Suráková       | CZE  | 2:08,32 PB |
| 8     | Anna Šimková        | CZE  | 2:08,73 PB |
| 9     | Kimberley Ficenec   | CZE  | 2:09,06 SB |
| 10    | Jana Matějková      | CZE  | 2:10,74 SB |
| 11    | Kristýna Korelová   | CZE  | 2:11,26 SB |

#### Stabhochsprung
| Platz | Athletin            | Land | Höhe (m) |
| ----- | ------------------- | ---- | -------- |
| 1     | Amálie Švábíková    | CZE  | 4,20 SB  |
| 2     | Nikola Pöschlová    | CZE  | 4,10 =SB |
| 3     | Tereza Schejbalová  | CZE  | 3,90 SB  |
| 4     | Niki Joannidu       | CZE  | 3,40 =SB |
| 4     | Veronika Štemberová | CZE  | 3,40     |
| 6     | Yasmina Zaddem      | CZE  | 3,40     |
| 7     | Lucie Dvořáková     | CZE  | 3,20     |
|       | Veronika Šebáková   | CZE  | NM       |

#### Speerwurf
| Platz | Athletin            | Land | Weite (m) |
| ----- | ------------------- | ---- | --------- |
| 1     | Nikola Ogrodníková  | CZE  | 64,22 SB  |
| 2     | Nikol Tabačková     | CZE  | 57,24 SB  |
| 3     | Martina Píšová      | CZE  | 56,55 PB  |
| 4     | Andrea Železná      | CZE  | 47,58 SB  |
| 5     | Michaela Treglerová | CZE  | 46,55 PB  |
| 6     | Hana Habalová       | CZE  | 44,27     |
| 7     | Lucie Bartůšková    | CZE  | 42,84 PB  |
| 8     | Júlia Hanuliaková   | SVK  | 42,26 SB  |